# Armenochori
Armenochori (griechisch Αρμενοχώρι; türkisch Esenköy) ist eine Gemeinde im Bezirk Limassol in der Republik Zypern. Bei der Volkszählung im Jahr 2021 hatte sie 211 Einwohner.

## Lage und Umgebung

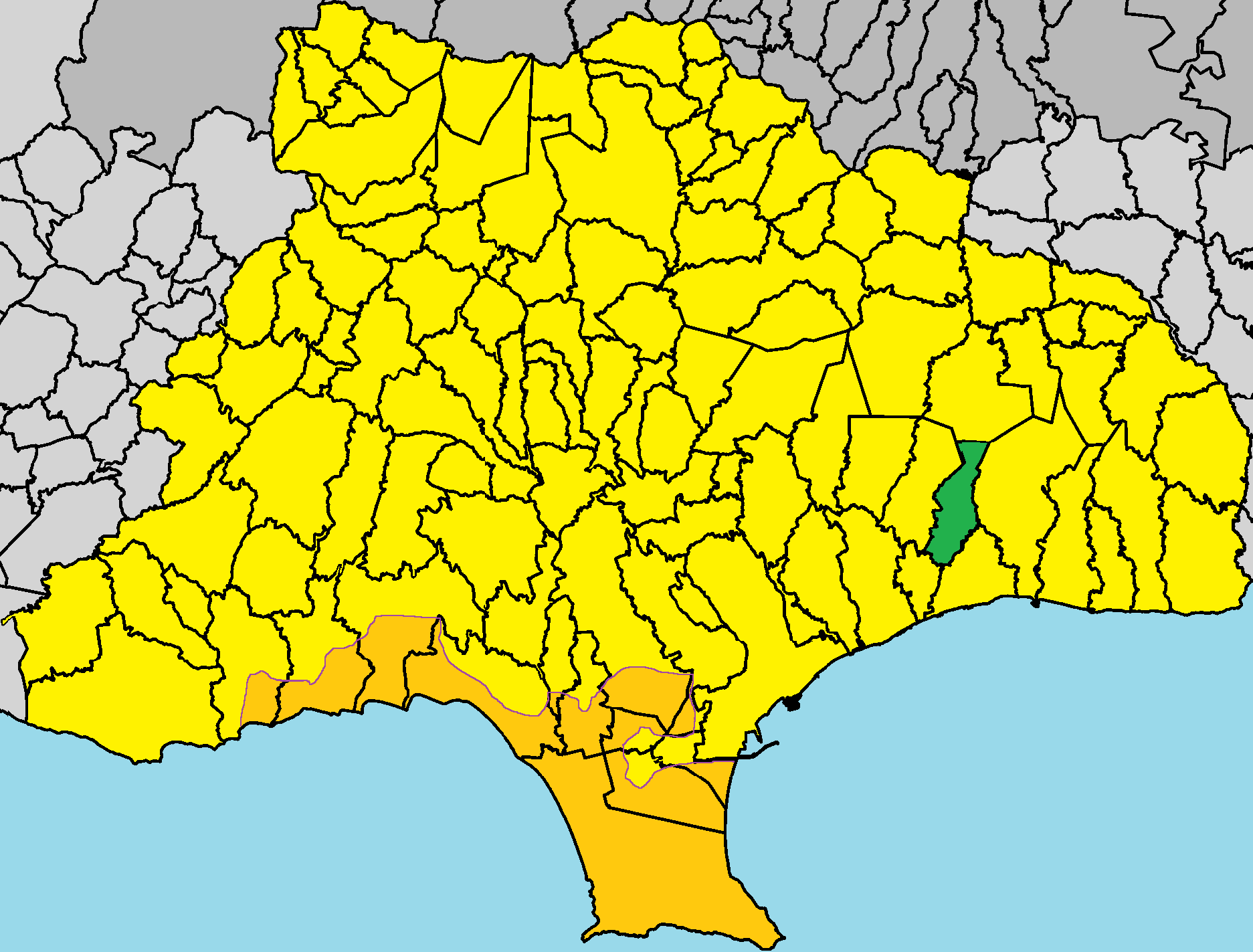
Lage im Bezirk Limassol

Armenochori liegt im Süden der Mittelmeerinsel Zypern auf einer Höhe von etwa 290 Metern, etwa 10 Kilometer nordöstlich von Limassol und über 50 Kilometer südwestlich von der zypriotischen Hauptstadt Nikosia entfernt. Das etwa 8,2 Quadratkilometer große Dorf grenzt im Süden an Agios Tychonas, im Südwesten an Mouttagiaka, im Westen an Finikaria, im Norden an Prastio (Kellaki) und im Osten an Parekklisia.

## Geschichte
Während der bikommunalen Unruhen von 1963 bis 1964 diente Armenochori als Aufnahmezentrum für türkische Zyprioten. Nach der türkischen Invasion von 1974 zogen die türkisch-zypriotischen Einwohner von Armenochori in die besetzten Gebiete Zyperns.

### Bevölkerungsentwicklung
| Jahr      | 1881 | 1891 | 1901 | 1911 | 1921 | 1931 | 1946 | 1960 | 1976 | 1982 | 1992 | 2001 | 2011 | 2021 |
| Einwohner | 69   | 89   | 104  | 145  | 124  | 162  | 155  | 162  | 109  | 128  | 141  | 167  | 218  | 211  |